# Guess Who's Back?
Guess Who's Back? es un mixtape del rapero Estadounidense 50 Cent.

## Lista de canciones
1. "Killa Tape Intro"
2. "Rotten Apple"
3. "Skit/Drop"
4. "That's What's Up"
5. "U Not Like Me"
6. "50 Bars"
7. "Life's on the Line"
8. "Get out the Club"
9. "Be a Gentleman"
10. "Fuck you"
11. "Too Hot"
12. "Who U Rep With"
13. "Corner Bodega"
14. "Ghetto Qua ran"
15. "As the World Turns"
16. "Whoo Kid Freestyle"
17. "Stretch Armstrong Freestyle"
18. "Doo Wop Freestyle"

- Datos: Q2408135